# Beiaardschool
Een beiaardschool is een opleidingsinstituut tot beiaardier, de bespeler van een beiaard, carillon of klokkenspel.

## België

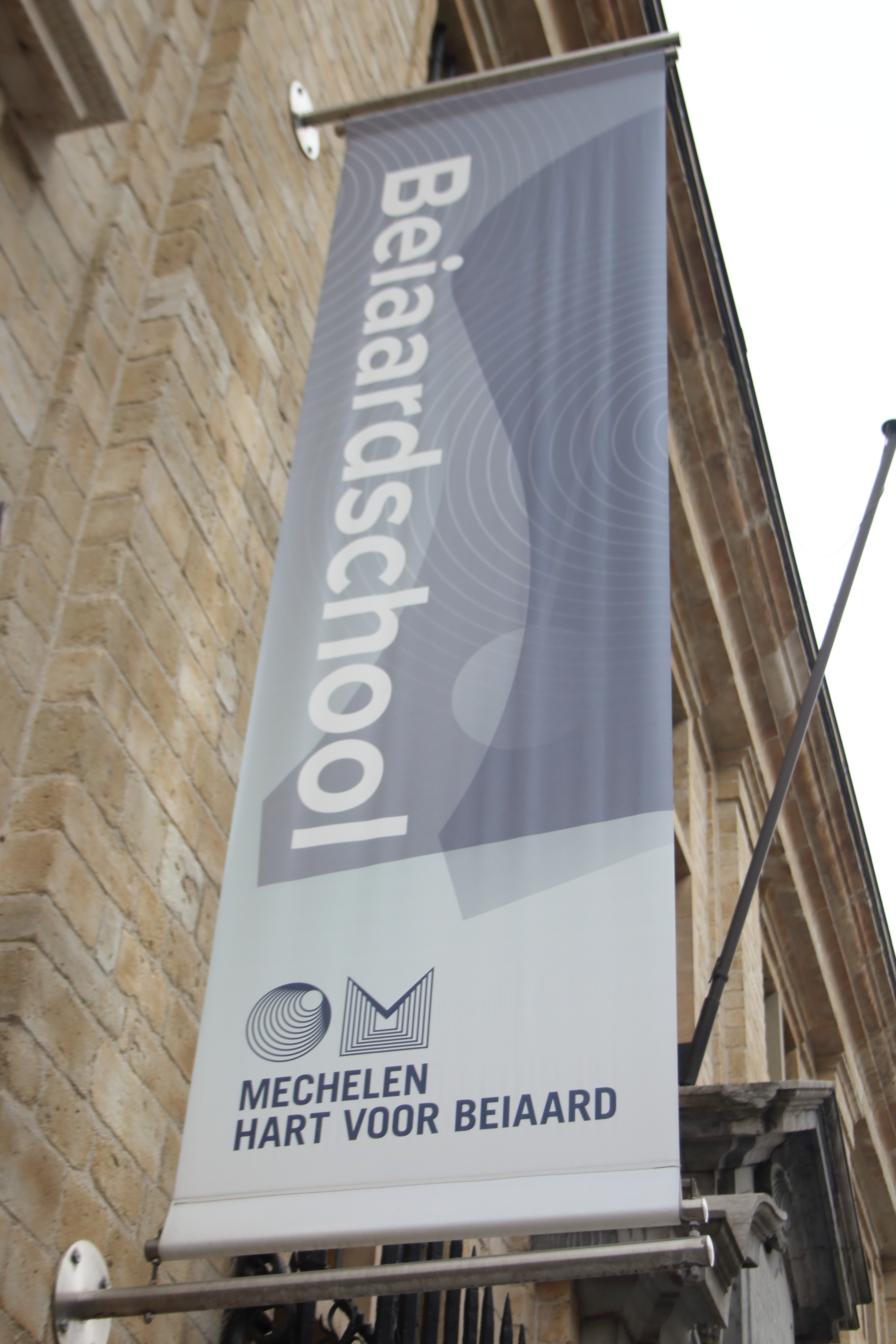
Beiaardschool Mechelen

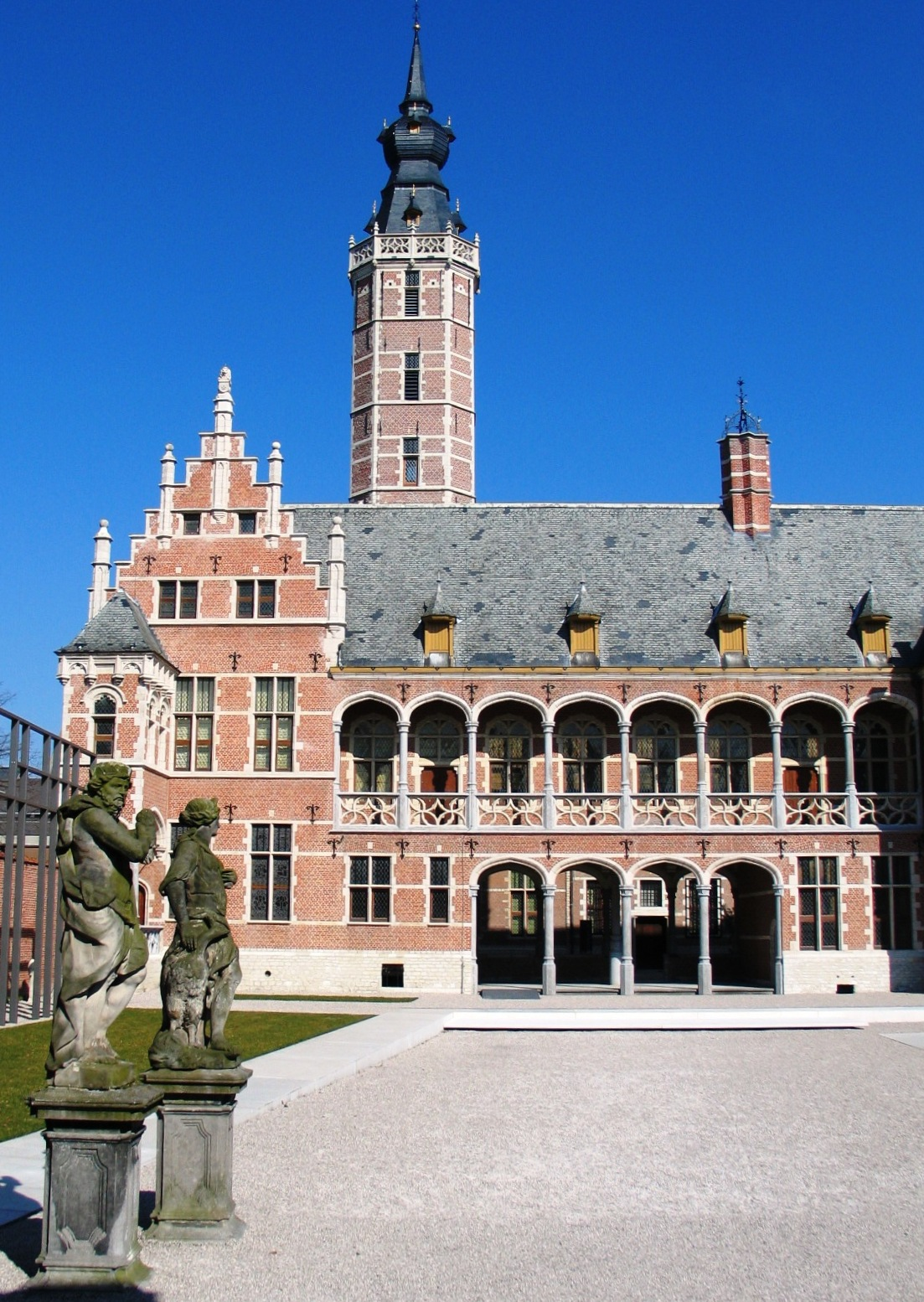
In de hof van Busleyden hangt in het torentje het oefencarillon van de beiaardschool Jef Denyn

Uit België staat de beiaardschool van Mechelen internationaal hoog aangeschreven. Behalve oefenklavieren in de school zelf, beschikt de school over een echte beiaard in het Hof van Busleyden. De leerlingen maken ook gebruik van de drie andere beiaarden van de stad, waaronder die van de Sint-Romboutskathedraal. Ook andere muziekscholen bieden de optie beiaard aan, zo onder meer in Mol, Haaltert, Roeselare, Peer en Deinze. De Koninklijke Beiaardschool werd in 1922 te Mechelen opgericht door de beiaardier Jef Denyn met de financiële steun van de Amerikanen Herbert Hoover, John D. Rockefeller jr. en William Gorham Rice. Deze school was de eerste ter wereld in haar soort. Sedertdien geniet zij een internationale bekendheid en krijgen beiaardiers uit veel landen te Mechelen hun opleiding. 
Op 5 april 1984 opende de Koninklijke Beiaardschool een afdeling in de schoot van de Katholieke Universiteit Leuven, en levert sindsdien diploma's af op het niveau Master.  In hetzelfde jaar verleende koningin Fabiola haar hoge bescherming aan de Koninklijke Beiaardschool en werd de campanologie en de beiaardcultuur vanuit Mechelen voor het eerst naar Japan uitgedragen.  
In België is verder een beiaardopleiding in de muziekacademie te Lier.

## Nederland
In Nederland biedt de Nederlandse Beiaardschool vanouds te Amersfoort een beiaardiersopleiding aan. Deze is een onderdeel van de faculteit muziek van de Hogeschool voor de Kunsten Utrecht. Deze faculteit bestaat verder uit het conservatorium en het Nederlands Instituut voor Kerkmuziek.

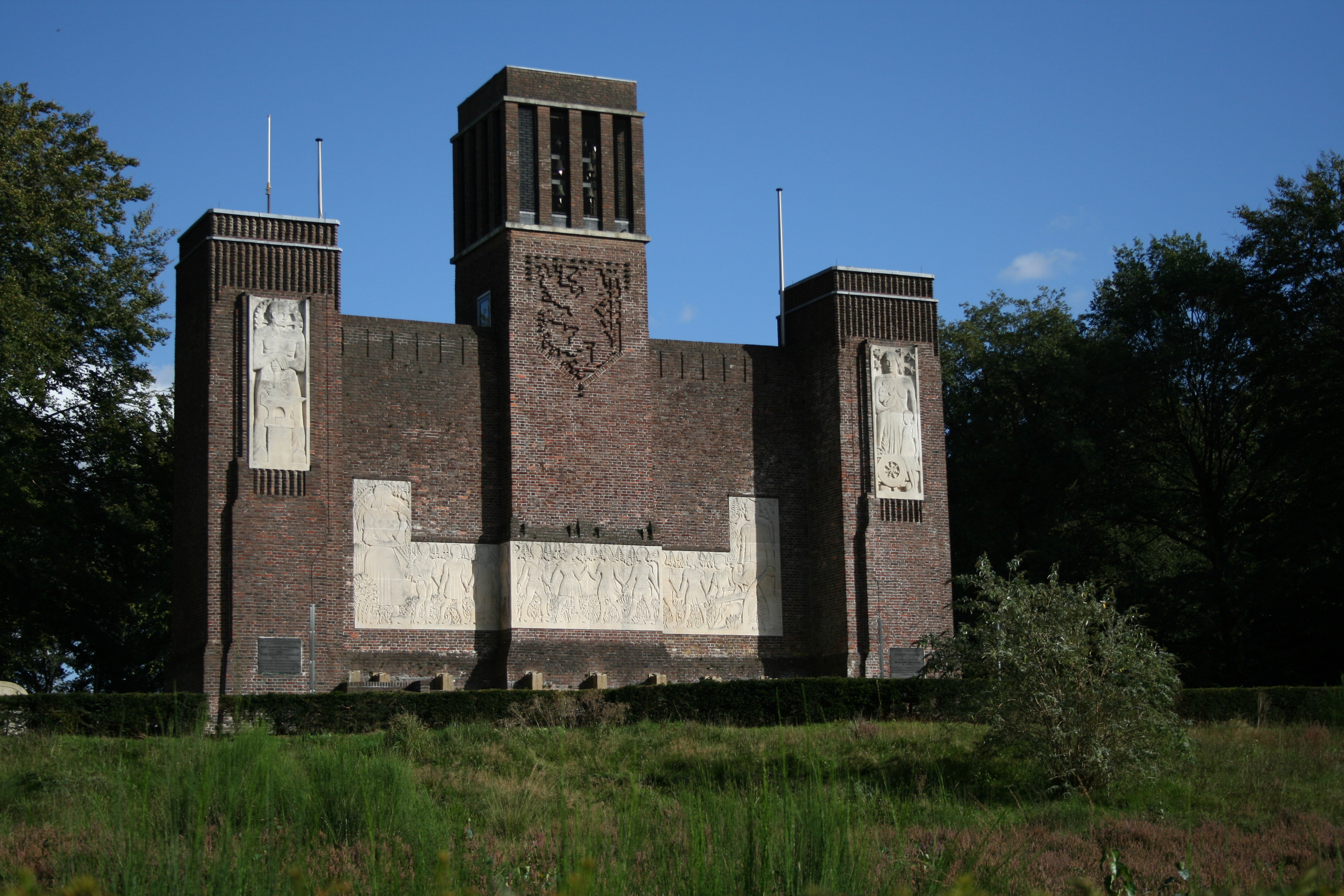
Het Belgenmonument is een monument op de Amersfoortse Berg in Amersfoort met in de middentoren een carillon voor studenten van de beiaardschool.

De Nederlandse Beiaardschool beschikt over een oefenbeiaard op het Belgen-monument. Dat is een monument ter herinnering aan de Eerste Wereldoorlog op de Amersfoortse Berg, waar in 1967 een carillon op is geplaatst. Veel Nederlandse beiaardiers hebben hun opleiding in Amersfoort gedaan. 

Sinds 2002 bestaat er ook een opleiding aan het in dat jaar door Boudewijn Zwart opgerichte Carillon Instituut Nederland in Dordrecht en verder is er in Middelburg een onderdeel van de Belgische beiaardschool uit Mechelen.